# Дюмо, Кристоф
Кристо́ф Дюмо́ (фр. Christophe Dumaux, 1979) — французский оперный певец (контратенор).

## Биография
Родился в семье музыкантов. Учился вокалу и игре на виолончели в консерватории в Шалон-ан-Шампань. В 2000 году поступил в Высшую национальную консерваторию Парижа. В 2002 году в возрасте 22 лет он начал свою карьеру, исполнив роль Эустазио в опере Генделя «Ринальдо» на летнем фестивале Радио-Франс в Монпелье (дирижер Рене Якобс, запись Harmonia Mundi). Подготовиться к дебюту ему помогли мастер-классы с Ноэль Баркер и Джеймсом Боуменом и занятия с Кеннетом Вайсом и Эммануэль Аим. С этого времени Дюмо задействован как солист в известных музыкальных ансамблях, исполняющих музыку эпохи барокко, таких как Jardin des Voix и Les Arts Florissants Уильяма Кристи, Le Concert d'Astrée Эммануэль Аим и Il Combattimento Consort di Amsterdam.
В 2003 году он дебютировал на фестивале в Сполето («Фестиваль двух миров») в Чарльстоне с главной ролью в опере Генделя «Тамерлан».
В 2004 году он спел в Театре де ла Монне в Брюсселе партию Джулиано в «Гелиогабале» Кавалли и в Санта-Фе роль Оттона в «Агриппине» Генделя2.
В 2005 году в Парижской опере исполнил партию Оттона в опере Монтеверди «Коронация Поппеи» ; затем, на фестивале в Глайндборне, Птолемея в «Юлии Цезаре» Генделя . 
В 2006 году в Метрополитен-опера в Нью-Йорке Дюмо спел Унульфо в опере Генделя «Роделинда».
В 2007 году в Театре Ан дер Вин исполнил Птолемея в новой постановке «Юлия Цезаря». В этом же году, приглашённый Жан-Клодом Мальгуаром, пел заглавную роль в опере «Орландо», в том числе при её записи.
В 2009 году он спел в новой постановке «Партенопы» (Арминдо) в Копенгагене (записанной на DVD, DECCA), затем выступил в роли Хамора в «Иеффте» Генделя в Национальной опере Рейна. Снова был приглашён на фестиваль в Глайндборне для участия в кавер-версии высоко оцененной постановки «Юлия Цезаря» (выпуск на DVD) и в Театре ан дер Вин в постановке оперы Бенджамина Бриттена «Смерть в Венеции».
В 2010 году он дебютировал во Флорентийской опере в партии Ясона и в Амстердамской опере в «Дон Кихоте». В сезоне 2010/2011 годов Кристоф Дюмо вернулся в Парижскую оперу для двух новых постановок: «Ахматова» Бруно Мантовани и «Юлия Цезаря» (Птолемей). Затем он получает главную роль в «Юлии Цезаре» (дебют) в Версальском дворце, откуда началось гастрольное турне постановки по Франции.
В 2011 году в новой постановке «Юлия Цезаря» Дюмо спел Птолемея с сопрано Натали Дессей (Клеопатра) и контртенором Лоуренсом Заццо (Юлий Цезарь) 7, а также исполнял партию Юлия Цезаря с Соней Йончевой (Клеопатра) и Домиником Виссом (Птолемей). В следующем, 2012 году, партию Птолемея Дюмо исполнял на Зальцбургском фестивале в партнёрстве с Чечилией Бартоли.
В 2013 году Кристоф Дюмо снова пел в Метрополитен-опера в Нью-Йорке Птолемея вместе с Натали Дессей. В этом же году дебютировал в Цюрихской опере и снова вернулся к «Юлию Цезарю», теперь в постановке Лорана Пелли в Опере Гарнье. Он появляется в новой сценической версии «Индийской королевы» в постановке Теодора Курентзиса и Питера Селларса на сцене. Спектакль прошёл в Пермском оперном театре, а также в Театре Реал в Мадриде (DVD Sony).
В 2014 году Дюмо впервые пел о опере Моцарта, исполнив партию Фарнаса в «Митридате» (DVD Erato) и предпринял концертный тур с Натали Дессей и Эммануэль Аим.
В 2015 году он вернулся в Ла Монне, а также в Амстердам, чтобы исполнить роль Тамерлана (DVD Alpha). Он вернулся вместе с Натали Дессей и Эммануэль Аим в программе, посвященной «Юлию Цезарю», теперь уже в Лос-Анджелесе. Дебютировал в опере Вивальди La verità in ciment à в Опернхаусе (Цюрих). Завершил сезон 2015 года исполнением роли Оттона в «Коронации Поппеи» в Театре Ан дер Вин. Исполнил «Мессию» Генделя (дирижер Янник Незе-Сеген).

## Репертуар
Основа его репертуара — барочная опера, оратории, кантаты (Пёрселл, Монтеверди, Кавалли, Гендель, Бах). Также исполняет композиторов XX в. (Бриттен, Дюсапен, Мантовани).

## Творческие контакты
Пел в Париже, Марселе, Брюсселе, Амстердаме, Копенгагене, Санкт-Галлене, Женеве, Лозанне, Вене, Лондоне, Нью-Йорке, Чикаго, Далласе, Санта-Фе, на Глайдборнском фестивале.
Выступал с такими ансамблями барочной музыки, как Процветающие искусства Уильяма Кристи, Le Concert d’Astrée Эммануэль Аим и др. Работал с Рене Якобсом, Ларсом Ульриком Мортенсеном, Аланом Кёртисом, Жаном-Клодом Мальгуаром.